# Andreas Barsøe Bennetzen
Andreas Barsøe Bennetzen (født 1975) er en dansk kontrabassist, arrangør og komponist. Han er uddannet som klassisk kontrabassist fra bl.a. Det Fynske Musikkonservatoriums solistklasse. Andreas Bennetzen har en baggrund inden for blues og jazz fra hans skolegang på Bernadotteskolen, og i hjemmet blev der lyttet til soul, hip-hop og reggae. Han har spillet for en lang række musikgrupper og faste ensembler
Bennetzen har arbejdet sammen med bl.a. Efterklang, Pharfar, MC Clemens, Karen Mukupa, Natasja, Lizzie, Madness 4 Real, Revoltage, Karl Bille, Tomas Ortved, Kuno Kjærbye, koreograferne Steen Koerner, Pipaluk Supernova, Karl Gillick og Helle Fuglsang. Han har bl.a. medvirket til hip-hop balletten Nøddeknækkeren som modtog en Reumert. 
Bennetzens egen musik tager ofte udgangspunkt i kontrabassen, og er klassisk, elektronisk og rytmisk musik. Han skriver også bestillingsværker til ensembler og musik til film.
Medlem af kunstprojektet Half Machine siden 2004 og formand for Dansk Basselskab i perioden 2000-2006.

## Reference
1. ↑  Pressemeddelelse fra Ord og pladeproduktion (Webside ikke længere tilgængelig)